# Cicatrisestola flavicans
Cicatrisestola flavicans är en skalbaggsart som beskrevs av Stefan von Breuning 1947. Cicatrisestola flavicans ingår i släktet Cicatrisestola och familjen långhorningar.
Artens utbredningsområde är Paraguay. Inga underarter finns listade i Catalogue of Life.